# Доктор Кто: Комментарии
Доктор Кто: Комментарии — документальная серия передач на радио, которая сфокусирована на британском телесериале «Доктор Кто». Доктор Кто: Комментарии транслируется на BBC 7 в 18:30 по воскресеньям с повтором в 12:30 по понедельникам.

## Содержание
Перед трансляцией первого эпизода Доктор Кто: Комментарии был задуман «recap show» дискуссий по эпизоду телесериала Doctor Who, показанному предыдущим днём на BBC One в стиле Heroes The Official Radio Show, которое транслировалась на BBC 7 в 2007 году.